# Visione (Marvel Comics)
Visione (in inglese Vision) è un personaggio immaginario dei fumetti creato da Roy Thomas (testi) e John Buscema (disegni), pubblicato dalla Marvel Comics. Esordisce sul n. 57 (ottobre 1968) della testata The Avengers (vol. 1). La Timely Comics, precedente denominazione della Marvel, aveva già pubblicato storie con un omonimo supereroe nel periodo noto come Golden Age.
Creato da Ultron come strumento di vendetta, Visione è un androide sintezoide capace di alterare a piacimento la propria massa e solidità corporea, nonché di riprodurre qualsiasi funzione organica di un essere vivente, incluso il pensiero autonomo, cosa che lo ha portato a ribellarsi al suo creatore divenendo un membro di spicco dei Vendicatori. Costantemente in lotta per affermare e mantenere la propria precaria umanità, la più grande paura di Visione è che un giorno possa perderla.
Nella classifica stilata nel 2011 da Wizard si è posizionato al 124º posto come più grande personaggio della storia dei fumetti.

## Storia editoriale
Esordito ad opera del team creativo composto da Roy Thomas e John Buscema su The Avengers (vol. 1) n. 57, datato ottobre 1968, il personaggio di Visione viene concepito come nuovo membro nella squadra dei Vendicatori e compromesso tra le idee di Stan Lee e Roy Thomas, il primo desideroso di revitalizzare Visione creata nella Golden Age dalla Timely Comics ed il secondo di introdurre un nuovo supereroe androide. Nonostante il desiderio originale di Thomas fosse colorare il personaggio di bianco come appropriato al suo nome spettrale, i limiti della stampa del periodo, che lo avrebbero reso privo di colore lasciando carta non inchiostrata dove avrebbe dovuto esserci la sua pelle, spinsero infine lo sceneggiatore a optare per il rosso di modo che non fosse verde come Hulk o blu come gli atlantidei; sebbene Visione sia stato spesso paragonato a Spock di Star Trek, Thomas ha dichiarato che all'epoca dello sviluppo del personaggio sapeva a malapena dell'esistenza della suddetta serie televisiva, dichiarando invece di essere stato influenzato dall'antologia di fantascienza Adam Link Robot di Eando Binder, uno dei primi robot trattato come un personaggio con cui simpatizzare anziché come uno strumento meccanico. In merito alla relazione sentimentale intrecciata dell'androide con Scarlet, lo sceneggiatore ha dichiarato: «Sentivo che una storia d'amore di qualche tipo avrebbe aiutato lo sviluppo del personaggio in The Avengers, e Visione era un ottimo candidato, perché è apparso solo in quella rivista... come ha fatto Wanda, per quello che conta. Così sono diventati una coppia, per semplici considerazioni pratiche. Avrebbe anche, sentivo, aiutato lo sviluppo che stavo realizzando sul tentativo di Visione di diventare 'umano'». Dopo il matrimonio tra i due personaggi in Giant-Size Avengers n. 4, del giugno 1975, è stata loro dedicata una miniserie di quattro numeri scritta da Bill Mantlo e disegnata da Rick Leonardi, Vision and the Scarlet Witch (novembre 1982-febbraio 1983), seguita da una breve testata dal titolo omonimo pubblicata per 12 numeri (ottobre 1985-settembre 1986) disegnata da Richard Howell e scritta da Steve Englehart, che nel frattempo prende le redini di The Avengers sviluppando l'arco narrativo di cui Thomas aveva posto le basi dal numero 93 della testata (novembre 1971) e che stabiliva come Visione sia stato creato dalla Torcia Umana originale. In merito a tutto ciò lo sceneggiatore ha dichiarato che: «quella trama era ben nota in redazione da anni, e quando Roy [Thomas] e Neal [Adams] non hanno avuto la possibilità di attuarla, l'ho fatto per conto mio con la benedizione di Roy».
In netto contrasto con l'immagine di "umano sintetico" precedentemente data di Visione, sui numeri dal 42 al 45 di West Coast Avengers (marzo–giugno 1989), in un arco narrativo di John Byrne, viene enfatizzata la natura androide del personaggio, arrivando a mostrarlo completamente smantellato in una splash-page in seguito descritta dalla critica dicendo: «quest'immagine da sola ha probabilmente contribuito maggiormente a modellare come i futuri sceneggiatori (e lettori) hanno percepito il personaggio di ogni altra cosa precedente o successiva. Una volta che lo si è visto suddiviso in più parti, è veramente difficile andare oltre quell'immagine e pensare a Visione come un uomo sintetico, non una macchina». Negli anni successivi Visione ha avuto due testate autonome, entrambe di soli quattro numeri, una pubblicata tra novembre 1994 e febbraio 1995 coi testi di Bob Harras e i disegni di Manny Clark e la seconda edita tra ottobre 2002 e gennaio 2003, scritta da Geoff Johns e disegnata da Ivan Reis.
Visione è uno dei personaggi principali del quarto volume di Avengers dal numero 19 (gennaio 2012) fino alla conclusione della serie col numero 34 (gennaio 2013) dopodiché diviene uno dei protagonisti della serie in dodici numeri Avengers A.I. (luglio 2013-aprile 2014). Con il rilancio di tutte le testate della casa editrice sotto il marchio All-New, All-Different Marvel, al personaggio viene dedicata una nuova testata autonoma scritta da Tom King e disegnata da Gabriel Hernandez Walta, per un totale di dodici numeri.

## Biografia del personaggio

### Origini
Creato in un laboratorio segreto di Brooklyn, New York, dall'intelligenza artificiale Ultron con l'assistenza, sotto coercizione, del professor Phineas Horton, l'androide sintezoide è progettato sulla base tecnologica della Torcia Umana degli anni quaranta creata dallo scienziato che tuttavia si rifiuta di cancellarne i ricordi, ragione per la quale viene ucciso da Ultron che in seguito riscrive personalmente la memoria del sintezoide utilizzando i tracciati cerebrali dell'allora deceduto Simon Williams (Wonder Man) per poi mandarlo contro i Vendicatori nella speranza che assurgesse a strumento di vendetta nei confronti di tutti loro, in particolare del suo creatore Henry Pym e della moglie di quest'ultimo, Janet van Dyne (Wasp), che vedendo l'androide lo definisce come una sorta di "visione" ultraterrena. Assunto tale nome, Visione, prende a cuore la sorte della squadra di eroi decidendo dunque di non portare a termine la missione affidatagli dal suo creatore e di aiutarli invece a sconfiggerlo, unendosi a loro.

### Vendicatori
Dopo aver affrontato numerose battaglie al fianco degli "Eroi più potenti della Terra" Visione cade nuovamente sotto l'influenza di Ultron a causa di un cristallo di controllo preimpiantatogli e viene costretto a ricostruire il suo creatore dotandolo di un corpo di adamantio ma riesce infine a recuperare il controllo di sé stesso contribuendo nuovamente a sconfiggerlo tornando poi a intraprendere le avventure più disparate assieme ai Vendicatori ed avendo così modo di conoscere Wanda Maximoff (Scarlet) con la quale instaura una relazione sentimentale che, seppur travagliata, finisce per essere accettata dall'intera squadra, tanto da culminare in un insolito matrimonio dalla quale, nonostante la sua natura di androide, ha due gemelli: Thomas e William.
Contemporaneamente, in una missione contro Annihilus, Visione subisce gravi danni e rimane privo di coscienza per settimane ma, una volta svegliatosi viene messo a capo della squadra sebbene i suoi circuiti cerebrali abbiano subito un malfunzionamento che ne compromette la capacità di ragionamento, portandolo a tentare di risolvere i problemi del Pianeta assumendo il controllo dei sistemi informatici dei governi, degli affari e delle forze armate mondiali venendo in seguito fatto desistere e tornare in sé grazie all'intervento dai compagni Vendicatori. In seguito al disastro provocato dall'androide tuttavia, le nazioni della Terra stabiliscono che rappresenti una minaccia alla sicurezza mondiale e decidono di sequestrarlo e smantellarlo, cancellandone la memoria. Scarlet e i Vendicatori della Costa Ovest riescono a recuperare i pezzi del loro compagno di squadra permettendo così a Pym di ricostruirlo e riprogrammarlo, sebbene il redivivo Wonder Man non autorizzi ad utilizzare nuovamente i suoi tracciati cerebrali spiegando che tale procedura (eseguita in precedenza senza il suo consenso) equivalga a "strappargli l'anima". A causa di tale decisione, e di un danno riportato dalla sua pelle sintetica, Visione viene rianimato sotto forma di umano sintetico privo di colore ed emozioni.
Poco dopo viene rivelato che i figli di Visione e Scarlet sono stati concepiti grazie ai poteri di quest'ultima, che ha infuso nei loro corpi delle anime inconsciamente sottratte al signore degli inferi Mefisto il quale, furioso per tale stratagemma, affronta la donna per riavere i bambini riuscendo apparentemente a ucciderli nella battaglia sebbene in realtà, i loro spiriti si trasferiscano in due nuovi corpi nati in luoghi diversi e, una volta cresciuti, diventino Speed e Wiccan dei Giovani Vendicatori.
In seguito all'evento Wanda e Visione decidono di separarsi operando ognuno in una differente squadra di Vendicatori; dopodiché il sintezoide carica nei suoi circuiti un nuovo sistema di configurazioni cerebrali, riacquistando la capacità di provare i sentimenti e, desideroso di sperimentare le emozioni al massimo, compie enormi sforzi per esplorare ed avvicinarsi sempre di più a quell'umanità che, per tutta la sua esistenza, ha cercato di raggiungere con limitati successi.

### Distruzione e ritorno
Nel momento in cui i Vendicatori si riassemblano in un unico team, Visione viene danneggiato in uno scontro con la strega Morgan Le Fey, rimanendo incapacitato per diverse settimane prima di ristabilirsi completamente. Deciso, nel frattempo, ad abbandonare ogni tentativo di riconciliazione con l'ex-moglie, Visione intraprende delle brevi relazioni con le compagne di squadra Carol Danvers e Mantis. Nel frattempo, il pensiero costante dei due bimbi perduti porta Scarlet alla follia, in un'escalation di distruzione involontaria che provoca lo scioglimento dei Vendicatori e la morte di alcuni membri; involontariamente i suoi poteri iniziano a riscrivere la realtà provocando, tra le tante catastrofi, la creazione di un'orda di copie di Ultron dal corpo di Visione e la distruzione di quest'ultimo per mano della furiosa She-Hulk.
Durante la guerra al Re del Caos, Visione è uno dei "Vendicatori Morti" brevemente resuscitati per affrontare le truppe di quest'ultimo e si sacrifica autodistruggendosi per sconfiggere il Sinistro Mietitore che comunque sopravvive.
Dopo il periodo della paura, Tony Stark riesce a ricostruire Visione, il quale torna a militare tra i Vendicatori e, dopo un periodo passato in cerca dell'ex-moglie per sfogare la rabbia nutrita nei suoi confronti, viene convinto da Capitan America a voltare pagina pur continuando a nutrire un profondo rancore verso di lei. L'androide lascia successivamente la squadra per riscoprire sé stesso e, successivamente, si unisce alla Avengers A.I. di Hank Pym assieme a Monica Chang, Victor Mancha e un Doombot riprogrammato.

### Nuovissimo Universo Marvel
In seguito alla distruzione e rinascita del multiverso Visione torna nei Vendicatori sebbene poi lo si scopra essere stato manipolato da Kang il Conquistatore e riesca a tornare in sé solo grazie all'aiuto di Iron Man. Contemporaneamente la ricerca della propria umanità lo porta a desiderare di avere una famiglia così da poter vivere il "sogno americano", motivo per il quale crea altri tre sintezoidi: una "moglie", Virginia, una "figlia", Viv, e un "figlio", Vin che in seguito viene accidentalmente ucciso da Victor Mancha.

## Poteri e abilità
Visione è descritto come: «... un essere umano in ogni centimetro... eccetto che tutti i suoi organi corporei sono realizzati in materiale sintetico», la gemma incastonata sulla sua fronte è in grado di assorbire l'energia solare dall'ambiente circostante così da provvedere autonomamente al proprio sostentamento senza aver bisogno di mangiare o bere; ciò gli permette inoltre di emettere raggi ottici di radiazioni a infrarossi o microonde, in casi estremi tale emissione energetica può venire rilasciata direttamente dalla fronte con una potenza distruttiva maggiore ma un conseguente aumento dello sforzo. La peculiare capacità di Visione è tuttavia il totale controllo della propria densità, che gli permette di rendersi completamente intangibile (e per tanto immune ad ogni tipo di attacco e capace di volare) o dotato di un'inamovibilità, invulnerabilità e durezza pari a quella di un diamante, con conseguente aumento della forza fisica. Il massimo grado di densità raggiungibile da Visione è pari a dieci volte quello dell'uranio impoverito, tanto da conferirgli una resistenza tale da affrontare il Conte Nefaria portandolo allo sfinimento. Uno degli attacchi più caratteristici di Visione è la cosiddetta "interruzione fisica" (physical disruption) che consiste nel rendersi intangibile ed infilare la mano nel corpo dell'avversario per poi rimaterializzarla parzialmente, processo che provoca un dolore tale da rendere incoscienti perfino esseri dai poteri immensi quali Hyperion.
I suoi sensi elettronici sono più potenti rispetto a quelli di un normale essere umano e possiede capacità fisiche quali forza, agilità e resistenza sovrumane anche senza manipolare la propria densità. Inoltre, come tutti i Vendicatori, Visione è stato istruito personalmente da Capitan America nel combattimento corpo a corpo ed è un esperto nel servirsi dei suoi poteri in maniera offensiva, nonché nello svolgere autonomamente le riparazioni sul proprio corpo. Essendo dotato di un vero e proprio database nella propria memoria, Visione dispone di un'intelligenza sovrumana, ed è un abilissimo stratega con una tale capacità d'analisi da poter elaborare informazioni e svolgere calcoli in pochi istanti.
Dopo che si è unito alla Avengers A.I. i protocolli evolutivi di Visione vengono attivati facendo sì che il suo corpo diventi composto da milioni di nanorobot, cosa che lo rende capace di interagire direttamente coi sistemi elettrici e controllarli con maggiore rapidità, nonché di rigenerarsi completamente partendo anche da una singola unità dei nanorobot che costituiscono la sua struttura.

## Altri Visione
Nel corso degli anni di pubblicazioni altri due personaggi hanno assunto i panni di Visione:

### Visione della Golden Age
Aarkus, noto anche come Visione I, è apparso per la prima volta in Marvel Mystery Comics (vol. 1) n. 13 (novembre 1940), edito da Timely Comics (poi Marvel Comics), a opera di Joe Simon (testi) e Jack Kirby (disegni). Tutore della legge alieno giunto sulla Terra dopo essere stato contattato casualmente da uno scienziato e in seguito stabilitovisi per aiutare a combattere il crimine; durante la seconda guerra mondiale viene manipolato dalle Potenze dell'Asse ma, dopo aver compreso il suo errore grazie agli Invasori diviene un loro alleato. Ritiratosi a vivere nelle fogne di New York all'inizio dell'era moderna, dopo un periodo passato a viaggiare nel tempo, ha delle nuove avventure al fianco del neo-resuscitato Toro ed aiuta gli X-Men ad affrontare Legione.

### La seconda Visione
La seconda incarnazione di Visione (editorialmente Visione III), noto anche come Jonas, è apparso per la prima volta in Young Avengers (vol. 1) n. 5 (agosto 2005), a opera di Allan Heinberg (testi) e Jim Cheung (disegni). Creato da Iron Lad (versione adolescente di Kang il Conquistatore tornato indietro nel tempo per sconfiggere la sua controparte adulta) scaricando i file della Visione all'interno della sua armatura per formare i Giovani Vendicatori, la nuova Visione, possedendo i tracciati cerebrali del suo creatore, diviene il mentore della squadra dopo che questi fa ritorno nel futuro, sviluppando col tempo la stessa infatuazione per Cassie Lang provata da Iron Lad, che tuttavia tiene segreta fino a poco dopo il termine della guerra civile dei superumani scoprendosi ricambiato. Nel corso dell'invasione segreta degli Skrull, Visione e i Giovani Vendicatori si alleano con Nick Fury per affrontare gli alieni mutaforma dopodiché sia lui che Cassie si uniscono brevemente ai Potenti Vendicatori. Quando Cassie viene uccisa dal Dottor Destino, Iron Lad propone di resuscitarla ma Visione protesta definendola un'azione troppo simile a ciò che farebbe Kang e, dunque, viene assassinato dal suo giovane creatore in un impeto di rabbia e gelosia.

## Altre versioni

### 2099
Nel futuro di Marvel 2099, Visione è una donna dotata di poteri precognitivi alleata dei Vendicatori 2099 della Alchemax Corporation.

### Age of Ultron
Nella realtà alternativa di Age of Ultron, dove Ultron si è impadronito della Terra, Visione è il suo emissario.

### Anti-Visione
Anti-Visione è una versione alternativa malvagia di Visione proveniente da Terra-932; alleatosi col supercriminale Proctor, si reca su Terra-616 infiltrandosi nei Vendicatori sostituendosi alla sua controparte di quella dimensione ma viene successivamente scoperto e catturato.

### Exiles
Sulla testata Exiles ha fatto la sua apparizione una versione alternativa di Visione proveniente dalla Terra-10101 contraddistinto dall'arroganza e dalla sete di sangue, è un componente di Arma X e svolge numerose missioni di omicidio. Viene ucciso da una versione di Hyperion dopo essersi rifiutato di aiutarlo a conquistare una dimensione parallela.

### Guardiani della Galassia
Nella linea temporale dei Guardiani della Galassia, una versione del sintezoide, chiamata Mainframe è il sistema operativo a capo dell'intero pianeta Terra nonché custode dello scudo di Capitan America. Diviene membro di una sottosezione del gruppo.
Il personaggio appare nel film Guardiani della Galassia Vol. 2, doppiato in originale da Miley Cyrus.

### House of M
Nella realtà alternativa di House of M, Visione è il prototipo di un nuovo modello di Sentinelle ideate da Howard Stark.

### Last Avengers Story
Nell'universo alternativo di The Last Avengers Story Visione, rimasto vedovo di Scarlet a causa di una schermiglia con Quicksilver finita in tragedia, è il padre di Thomas Maximoff (Dottor Strange) e Billy Maximoff (Sinistro Mietitore), prende parte alla battaglia finale contro quest'ultimo, Ultron e Kang il Conquistatore.

### Mangaverse
Nel Marvel Mangaverse, Visione è un membro dei Vendicatori, per aspetto identico alla sua controparte classica ma di dimensioni estremamente ridotte; come molti suoi compagni viene assassinato dal Dottor Destino.

### Marvel Zombi
Nella realtà di Marvel Zombi, Visione, immune alla piaga zombie a causa della sua natura androide, è uno dei pochi Vendicatori sopravvissuti e si dimostra molto ostile nei confronti di Ash, in parte poiché tuttora innamorato della zombieficata Scarlet.

### MC2
Nel futuro alternativo di MC2, Visione è l'agente di collegamento tra gli A-Next (eredi dei Vendicatori) e il Presidente degli Stati Uniti G. W. Bridge, con cui condivide un profondo legame.

### Terra-818
Su questa Terra, Visione è stato costruito da Tony Stark in età pre-adolescenziale poiché isolato da tutti i suoi amici. È rimasto sempre fisicamente incompleto anche per sua scelta poiché non vuole rischiare di essere troppo umano poiché per lui sarebbe logicamente un errore. Ha poteri analoghi a quelli di Terra-616.

### Terra X
Nella miniserie Terra X, Visione è a capo della versione robotica dei Vendicatori costruita da Iron Man.

### Ultimate
Nell'universo Ultimate Visione è un androide ginoide costruito dagli alieni per informare gli esseri umani dell'imminente arrivo del Divoratore di Mondi Gah Lak Tus sul loro pianeta; fatta prigioniera in un laboratorio russo viene smantellata e i suoi componenti impiegati per esperimenti volti alla creazione del supersoldato russo ma, in seguito, Cap la soccorre durante una missione segreta e la porta in America, dove ha inizio la sua autoriparazione. Nel corso della sua permanenza sulla Terra si affeziona molto al dottor Sam Wilson ma viene infine distrutta dall'essere di cui ha premonito l'avvento. Basandosi sulla sua tecnologia Hank Pym costruisce dei robot da vendere a Nick Fury e lo S.H.I.E.L.D. per affrontare i Liberatori.
Successivamente lo S.H.I.E.L.D. compie esperimenti genetici su Robert Mitchell, un ragazzo prodigio afroamericano che ottiene superpoteri e diviene il nuovo Visione entrando, assieme a Quake, Tigra e Wonder Man negli Ultimates della Costa Ovest.

### Vendicatori/JLA
- Nel crossover Vendicatori/JLA Visione aiuta sua moglie Scarlet e Ms. Marvel a sconfiggere Starro[78] successivamente affronta Red Tornado e Firestorm[79] venendo però interrotto da Krona, che tenta di fondere i due universi[80], fatto a seguito del quale si unisce alla Justice League nella battaglia finale utilizzando la sua capacità di immagazzinare ed emettere energia solare per rinvigorire Superman dopo che questi viene gravemente ferito[81].
- In Marvel contro DC, Visione affronta Martian Manhunter venendo sconfitto.

## Altri media

### Marvel Cinematic Universe

Visione interpretato da Paul Bettany in Avengers: Age of Ultron (2015)

Nel franchise del Marvel Cinematic Universe (MCU), Visione è interpretato da Paul Bettany. In questa versione del personaggio, definita "allo stesso tempo onnipotente e ingenua", è stato creato da Tony Stark e Bruce Banner, caricando i tracciati di J.A.R.V.I.S. in un corpo androide ideato originariamente da Ultron.
- In Avengers: Age of Ultron (2015) Visione viene alla luce grazie al potere della Gemma della Mente e aiuta gli Avengers a sconfiggere Ultron e il suo esercito di robot, unendosi ufficialmente alla squadra;
- In Captain America: Civil War (2016),[84] nonostante i sentimenti provati per Wanda Maximoff, Visione si schiera con la fazione di Iron Man, trovandosi costretto ad affrontarla e ad arrestarla;
- In Avengers: Infinity War (2018), Visione, che ha iniziato una relazione con Scarlet, viene braccato dall'Ordine Nero di Thanos per ottenere la Gemma della Mente in suo possesso; malgrado i tentativi di Shuri di estrarre la Gemma per distruggerla senza ucciderlo, viene infine assassinato brutalmente da Thanos stesso e privato della Gemma.
  - In Avengers: Endgame (2019) il personaggio non compare ma viene indirettamente menzionato da Scarlet quando affronta Thanos. Più tardi viene di nuovo citato da Wanda mentre, consolando Occhio di Falco per la morte di Natasha Romanoff, gli dice che "lo sanno (Natasha e Visione) entrambi" che alla fine hanno vinto.
  - In Spider-Man: Far from Home (2019), Visione viene raffigurato in un tributo per gli eroi deceduti nella lotta contro Thanos.
- Nella miniserie televisiva WandaVision (2021) vede Paul Bettany tornare nel ruolo di Visione. Ambientata poco dopo gli eventi di Avengers: Endgame, si scopre che il corpo di Visione è stato preso in custodia dallo S.W.O.R.D. per studiarlo e trasformarlo segretamente in un'arma. Wanda, ancora traumatizzata dalla morte dell'amato, trasforma la città di Westview in una sorta di sitcom, creando una copia di Visione per viverci con lui. Sebbene la copia di Visione non abbia ricordi del suo io originale e inizialmente viva felicimente con la moglie, scopre col passare del tempo la verità. Lo S.W.O.R.D riesce a riattivare il corpo del vero Visione, divenuto bianco, e, sotto il loro controllo, lo manda ad uccidere Wanda Maximoff. I due Visione si scontrano, fino a quando la copia non riesce a ripristinare i ricordi dell'originale che fugge via. Alla fine della serie la copia di Visione saluta Wanda prima di scomparire pacificamente quando la donna riporta Westview alla normalità.
- Il personaggio compare anche nella serie animata What If...? (2021).
- Visione ritorna come protagonista nella miniserie televisiva, intitolata Vision Quest.

### Animazione
- Next Avengers - Gli eroi di domani distribuito direct-to-video il 2 settembre 2008[86].

### Televisione
- I Fantastici Quattro (1994): ha un cameo nella serie animata;
- I Vendicatori (1999): uno dei protagonisti;
- Avengers - I più potenti eroi della Terra (2010): uno dei personaggi principali nella seconda stagione;
- LEGO Marvel Super Heroes: Avengers Reassembled (special televisivo) Il personaggio compare nello special televisivo;
- Avengers Assemble (2013).
- Disk Wars: Avengers (2014).
- Iron Man e i suoi fantastici amici (2025): uno dei protagonisti della nuova serie animata;

### Videogiochi
- Captain America and The Avengers: nella versione con costume bianco, è un personaggio giocabile;
- Avengers in Galactic Storm: personaggio di supporto;
- Marvel: La Grande Alleanza: personaggio non giocabile;
- Marvel Super Hero Squad Online;
- Marvel: Avengers Alliance: personaggio giocabile;
- Marvel Heroes: personaggio giocabile;
- Marvel: Sfida dei campioni: personaggio giocabile;
- Disney Infinity 3.0;
- Marvel Future Fight: personaggio giocabile;
- LEGO Marvel's Avengers: personaggio giocabile;
- Marvel Avengers Academy: compare nel videogioco per cellulari.
- LEGO Marvel Super Heroes 2: personaggio giocabile.

## Impatto culturale
- Men and Cartoons (raccolta di racconti) di Jonathan Lethem: un racconto breve intitolato "Vision" in cui è narrata la vicenda di un uomo che fin dall'infanzia si è sempre vestito come l'omonimo personaggio.